# Slovenië op de Olympische Winterspelen 1998
Tijdens de Olympische Winterspelen van 1998, die in Nagano (Japan) werden gehouden, nam Slovenië voor de derde keer deel.

## Deelnemers en resultaten
(m) = mannen, (v) = vrouwen 

### Alpineskiën
| Olympiër        | Discipline       | Resultaat | Prestatie                                                        |
| --------------- | ---------------- | --------- | ---------------------------------------------------------------- |
| Aleš Brezavšček | afdaling (m)     | dnf       | opgave                                                           |
| Aleš Brezavšček | super g (m)      | 28e       | 1.38,54 (+3,72)                                                  |
| Aleš Brezavšček | combinatie (m)   | 7e        | 3.20,09 (+12,03) slalom: 1.44,15 (55,33+48,82) afdaling: 1.35,94 |
| Drago Grubelnik | slalom (m)       | dq-2      | diskwalificatie run 2 57,06+dq                                   |
| Bernhard Knauss | reuzenslalom (m) | dnf-1     | opgave run 1                                                     |
| Jernej Koblar   | afdaling (m)     | 20e       | 1.52,79 (+2,68)                                                  |
| Jernej Koblar   | super g (m)      | 17e       | 1.36,84 (+2,02)                                                  |
| Jernej Koblar   | reuzenslalom (m) | 22e       | 2.43,96 (+5,45) 1.23,49+1.20,47                                  |
| Jernej Koblar   | combinatie (m)   | dnf-s1    | opgave slalom run 1                                              |
| Jure Košir      | reuzenslalom (m) | 5e        | 2.39,98 (+1,47) 1.20,97+1.19,01                                  |
| Jure Košir      | slalom (m)       | dnf-1     | opgave run 1                                                     |
| Mitja Kunc      | reuzenslalom (m) | 18e       | 2.43,09 (+4,58) 1.22,66+1.20,43                                  |
| Andrej Miklavc  | slalom (m)       | dnf-1     | opgave run 1                                                     |
| Peter Pen       | afdaling (m)     | dnf       | opgave                                                           |
| Peter Pen       | super g (m)      | 23e       | 1.37,81 (+2,99)                                                  |
| Peter Pen       | combinatie (m)   | 8e        | 3.20,81 (+12,75) slalom: 1.43,83 (54,21+49,62) afdaling: 1.36,98 |
| Matjaž Vrhovnik | slalom (m)       | 17e       | 1.54,65 (+5,34) 57,36+57,29                                      |
|                 |                  |           |                                                                  |
| Nataša Bokal    | reuzenslalom (v) | 20e       | 2.58,46 (+7,87) 1.22,86+1.35,60                                  |
| Nataša Bokal    | slalom (v)       | 11e       | 1.35,59 (+3,19) 47,72+47,87                                      |
| Špela Bracun    | afdaling (v)     | 24e       | 1.31,54 (+1,65)                                                  |
| Špela Bracun    | super g (v)      | 30e       | 1.20,29 (+2,27)                                                  |
| Alenka Dovžan   | reuzenslalom (v) | 17e       | 2.57,35 (+6,76) 1.22,57+1.34,78                                  |
| Alenka Dovžan   | slalom (v)       | 16e       | 1.36,66 (+4,26) 47,95+48,71                                      |
| Urška Hrovat    | reuzenslalom (v) | 18e       | 2.57,44 (+6,85) 1.21,61+1.35,83                                  |
| Urška Hrovat    | slalom (v)       | dnf-2     | opgave run 2 47,02+dnf                                           |
| Špela Pretnar   | reuzenslalom (v) | dnf-1     | opgave run 1                                                     |
| Špela Pretnar   | slalom (v)       | dnf-2     | opgave run 2 47,11+dnf                                           |
| Mojca Suhadolc  | super g (v)      | 24e       | 1.19,66 (+1,64)                                                  |

### Biatlon
| Olympiër                                                           | Discipline             | Resultaat | Prestatie |
| ------------------------------------------------------------------ | ---------------------- | --------- | --- |
| Tomaž Globočnik                                                    | 10 km (m)              | 33e       | 30.04,4 (+2.48,2) pen.: 3 (1 + 2) |
| Tomaž Globočnik                                                    | 20 km (m)              | 11e       | 58.55,5 (+2.39,1) pen.: 2 (1 + 1 + 0 + 0) |
| Sašo Grajf                                                         | 10 km (m)              | 40e       | 30.24,2 (+3.08,0) pen.: 3 (2 + 1) |
| Sašo Grajf                                                         | 20 km (m)              | 25e       | 1:00.18,2 (+4.01,8) pen.: 2 (1 + 1 + 0 + 0) |
| Janez Ožbolt                                                       | 20 km (m)              | 58e       | 1:05.18,9 (+9.02,5) pen.: 5 (2 + 1 + 1 + 1) |
| Jože Poklukar                                                      | 10 km (m)              | 16e       | 29.00,5 (+1.44,3) pen.: 1 (0 + 1) |
| Tomaž Žemva                                                        | 10 km (m)              | 42e       | 30.32,1 (+3.15,9) pen.: 1 (0 + 1) |
| Tomaž Žemva                                                        | 20 km (m)              | 61e       | 1:05.27,0 (+9.10,6) pen.: 8 (3 + 2 + 1 + 2) |
| Team Sašo Grajf Jože Poklukar Janez Ožbolt Tomaž Globočnik         | 4x7,5 km estafette (m) | 12e       | 1:25.43,2 (+4.07,0) pen.: 2-9 20.56,6 pen.: 0-2 (0-0 + 0-2) 21.55,6 pen.: 2-4 (2-3 + 0-1) 21.45,4 pen.: 0-3 (0-2 + 0-1) 21.05,6 pen.: 0-0 (0-0 + 0-0)  |
|                                                                    |                        |           | |
| Tadeja Brankovič                                                   | 7,5 km (v)             | 36e       | 25.20,1 (+2.12,1) pen.: 3 (2 + 1) |
| Tadeja Brankovič                                                   | 15 km (v)              | 36e       | 1:01.19,1 (+7.27,1) pen.: 8 (3 + 2 + 2 + 1) |
| Andreja Grašič                                                     | 7,5 km (v)             | 12e       | 24.05,2 (+57,2) pen.: 1 (0 + 1) |
| Andreja Grašič                                                     | 15 km (v)              | 5e        | 56.01,0 (+1.09,0) pen.: 4 (1 + 0 + 1 + 2) |
| Lucija Larisi                                                      | 7,5 km (v)             | 59e       | 27.14,9 (+4.06,9) pen.: 4 (1 + 3) |
| Lucija Larisi                                                      | 15 km (v)              | 35e       | 1:01.05,8 (+7.13,8) pen.: 6 (1 + 1 + 2 + 2) |
| Team Lucija Larisi Andreja Grašič Matejka Mohorič Tadeja Brankovič | 4x7,5 km estafette (v) | 9e        | 1:44.18,8 (+4.05,2) pen.: 3-14 27.12,3 pen.: 2-6 (1-3 + 1-3) 24.44,3 pen.: 0-4 (0-1 + 0-3) 26.21,5 pen.: 0-1 (0-1 + 0-0) 26.00,7 pen.: 1-3 (1-3 + 0-0) |

### Freestyleskiën
| Olympiër  | Discipline  | Resultaat | Prestatie                     |
| --------- | ----------- | --------- | ----------------------------- |
| Miha Gale | aerials (m) | 22e       | dnq (kwalificatie: 154,68 p.) |

### Kunstrijden
| Olympiër    | Discipline | Resultaat | Prestatie                               |
| ----------- | ---------- | --------- | --------------------------------------- |
| Mojca Kopač | vrouwen    | 23e       | 34,0 p. (korte kür: 22 - lange kür: 23) |

### Langlaufen
| Olympiër     | Discipline                   | Resultaat | Prestatie                            |
| ------------ | ---------------------------- | --------- | ------------------------------------ |
| Nataša Lačen | 5 km klassiek (v)            | 34e       | 19.09,3 (+1.31,4)                    |
| Nataša Lačen | 30 km vrije stijl (v)        | 18e       | 1:29.10,4 (+7.08,9)                  |
| Nataša Lačen | achtervolging 5 km+10 km (v) | 34e       | +3.33,7 (5 km:19.09 + 10 km:30.31,6) |

### Noordse combinatie
| Olympiër    | Discipline      | Resultaat | Prestatie                                  |
| ----------- | --------------- | --------- | ------------------------------------------ |
| Roman Perko | individueel (m) | 41e       | +7.46,3 — schans: 180,0 p — 15 km: 43.01,4 |

### Schansspringen
| Olympiër                                                  | Discipline                     | Resultaat | Prestatie |
| --------------------------------------------------------- | ------------------------------ | --------- | --- |
| Urban Franc                                               | normale schans individueel (m) | 42e       | 79,5 punten 79,5 p. (74,0 m) + niet geplaatst voor tweede ronde |
| Primož Peterka                                            | normale schans individueel (m) | 6e        | 223,0 punten 109,0 p. (87,0 m) + 114,0 p. (89,0 m) |
| Primož Peterka                                            | grote schans individueel (m)   | 5e        | 251,1 punten 115,2 p. (119,0 m) + 135,9 p. (130,5 m) |
| Miha Rihtar                                               | grote schans individueel (m)   | 34e       | 93,4 punten 93,4 p. (108,0 m) + niet geplaatst voor tweede ronde                                                                                                   |
| Blaž Vrhovnik                                             | normale schans individueel (m) | 38e       | 81,0 punten 81,0 p. (74,5 m) + niet geplaatst voor tweede ronde |
| Blaž Vrhovnik                                             | grote schans individueel (m)   | 17e       | 226,8 punten 107,3 p. (116,0 m) + 119,5 p. (122,5 m) |
| Peter Žonta                                               | normale schans individueel (m) | 39e       | 80,5 punten 80,5 p. (74,0 m) + niet geplaatst voor tweede ronde |
| Peter Žonta                                               | grote schans individueel (m)   | 28e       | 178,4 punten 105,1 p. (114,5 m) + 73,3 p. (98,5 m) |
| Team Miha Rihtar Peter Žonta Blaž Vrhovnik Primož Peterka | grote schans team (m)          | 10e       | 610,3 punten 65,7 p. (94,0 m) + 115,0 p. (120,0 m) 2,4 p. (65,5 m) + 101,7 p. (114,0 m) 58,0 p. (90,0 m) + 65,2 p. (94,0 m) 121,0 p. (125,0 m) + 81,3 p. (103,5 m) |

### Snowboarden
| Olympiër     | Discipline       | Resultaat | Prestatie                |
| ------------ | ---------------- | --------- | ------------------------ |
| Polona Zupan | reuzenslalom (v) | 23e       | opgave run 2 1.16,90+dnf |

Amerikaanse Maagdeneilanden · Andorra · Argentinië · Armenië · Australië · Azerbeidzjan · België · Bermuda · Bosnië en Herzegovina · Brazilië · Bulgarije · Canada · Chili · China · Chinees Taipei · Cyprus · Denemarken · Duitsland · Estland · Finland · Frankrijk · Georgië · Griekenland · Groot-Brittannië · Hongarije · Ierland · IJsland · India · Iran · Israël · Italië · Jamaica · Japan · Joegoslavië · Kazachstan · Kenia · Kirgizië · Kroatië · Letland · Liechtenstein · Litouwen · Luxemburg · Macedonië · Moldavië · Monaco · Mongolië · Nederland · Nieuw-Zeeland · Noord-Korea · Noorwegen · Oekraïne · Oezbekistan · Oostenrijk · Polen · Portugal · Puerto Rico · Roemenië · Rusland · Slovenië · Slowakije · Spanje · Trinidad en Tobago · Tsjechië · Turkije · Uruguay · Venezuela · Verenigde Staten · Wit-Rusland · Zuid-Afrika · Zuid-Korea · Zweden · Zwitserland